# Walki o Darłowo
Walki o Darłowo – starcie zbrojne mające miejsce 7 marca 1945 między oddziałami Armii Czerwonej a Wehrmachtu, zakończone zdobyciem Darłowa przez czerwonoarmistów, równoznaczne z zakończeniem w nim władzy reżimu III Rzeszy.

## Przebieg działań bojowych
W rejon Darłowa wojska radzieckie 19 Armii dowodzonej przez gen. Władimira Romanowskiego dotarły z początkiem marca 1945 roku w czasie operacji pomorskiej.
Do walk o Darłowo doszło 7 marca 1945 roku. Niemiecki garnizon po zaciekłych walkach ulicznych został pokonany tego samego dnia. W czasie wymiany ognia między oddziałami niemieckimi a radzieckimi zniszczeniu uległo około 30% zabudowy miasta.

## Upamiętnienie
W 1960 roku zbudowano przy ul. Wojska Polskiego w Darłowie Pomnik Zwycięstwa z okazji 15 rocznicy wyzwolenia miasta przez żołnierzy 19 Armii.